# Selección femenina juvenil de rugby 7 de Chile
La selección femenina juvenil de rugby 7 de Chile es el equipo nacional juvenil de la modalidad de rugby 7 (7 jugadoras) y está regulada por la Federación de Rugby de Chile.
Representa a Chile en los torneos sudamericanos de la especialidad.

## Historia
El seleccionado se formó por primera vez en 2018, para participar en el Estadio Martins Pereira de Sao José dos Campos en Brasil del Seven Sudamericano M18.
En 2022 participó de la primera edición de los Juegos Suramericanos de la Juventud de Rosario 2022 obteniendo el quinto puesto.

## Plantel

### Juegos Suramericanos de la Juventud Rosario 2022
| Cóndores VII       |
| ------------------ |
| Paula Maldonado    |
| Josefa Huerta      |
| Dharma Quiroga     |
| Martina Bravo      |
| Constanza Cubillos |
| Valery Bolados     |
| Karla Araya        |
| Antonia Cortés     |
| María Santos       |
| Roxete Peña        |
| Isidora Fuentealba |
| Isidora Ramos      |

## Participación en copas

### Juegos Olímpicos de la Juventud
- Nankín 2014: No clasificó
- Buenos Aires 2018: No clasificó

### Juegos Panamericanos de la Juventud
- Asunción 2025: No clasificó

### Juegos Suramericanos de la Juventud
- Rosario 2022: 5º puesto

### Seven Sudamericano Juvenil M18
- Sao José dos Campos 2018: 5º puesto
- Santiago 2019: 4º puesto

## Estadísticas
| Oponente  | Jugados | Ganados | Empatados | Perdidos | % de victorias | Mejor resultado |
| --------- | ------- | ------- | --------- | -------- | -------------- | --------------- |
| Argentina | 3       | 0       | 0         | 3        | 0.0%           | 12-20           |
| Brasil    | 3       | 0       | 0         | 3        | 0.0%           | 0-17            |
| Colombia  | 2       | 0       | 0         | 2        | 0.0%           | 5-31            |
| Paraguay  | 4       | 0       | 0         | 4        | 0.0%           | 15-24           |
| Total     | 12      | 0       | 0         | 12       | 0.0%           |                 |

Último evento considerado: Juegos Suramericanos de la Juventud de 2022. (1/5/2022)